# Bell X-1
Bell X-1 — экспериментальный самолёт ВВС США, разработанный Bell Aircraft в 1946 году.
Самолёт Bell Х-1 был первым американским самолётом с ракетным двигателем и специально предназначался для исследования проблем сверхзвукового полёта. Первый самолёт, преодолевший звуковой барьер (14 октября 1947 года).

## Описание

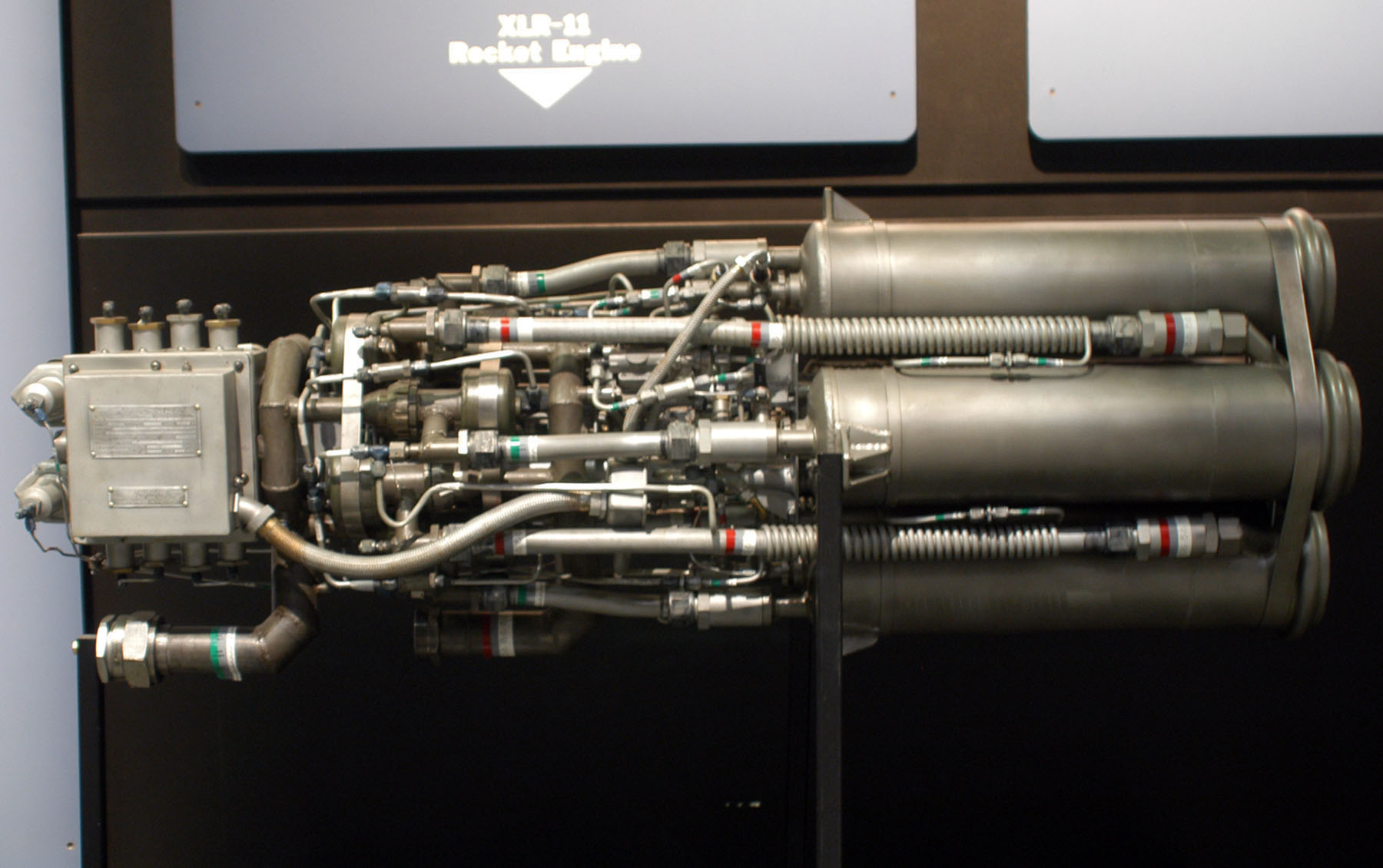
Двигатель Риэкшн Моторс XRL-11

Расчётная скорость полёта Bell Х-1 на высоте 24 400 м составляла 2720 км/ч. Воздушное судно оснащено ракетным двигателем «Риэкшн Моторс» (англ. Reaction Motors) XRL-11 тягой 26,7 кН. Экспериментальный самолёт Bell Х-1 представляет собой свободнонесущий цельнометаллический моноплан. Крыло самолёта прямое, с обрезанными концами и с относительной толщиной 8 %. На концевых частях крыла расположены обычные элероны, а между фюзеляжем и элеронами — посадочные щитки. Обшивка крыла изготовлена из дюралевых плит толщиной более 12,7 мм у корня и около 3,2 мм на концах. Для уменьшения вибраций при больших скоростях для самолёта спроектированы специальные демпферы. Конструкция самолёта рассчитана на перегрузки от +18 g до —10 g.
Фюзеляж овального сечения, цельнометаллический, с герметической кабиной лётчика. Вход в кабину расположен с правой стороны перед крылом. Несъёмный фонарь кабины (пилот забирается через отверстие справа) не выступает из обводов фюзеляжа. По верху фюзеляжа от основания киля до фонаря проходит форкиль.
Хвостовое оперение, как и крыло, не имеет заметной стреловидности. Свободнонесущий стабилизатор с относительной толщиной 6 % установлен на 1/3 высоты киля с таким расчётом, чтобы вывести его из зоны турбулентности за крылом. Угол установки стабилизатора может изменяться в полёте при помощи винтового подъёмника. Рули высоты и направления имеют балансировку, а на руле направления, кроме того, установлен триммер.

## История
Идея создания сверхзвукового ракетного самолёта родилась на фоне значительного прогресса в области авиастроения в связи со Второй мировой войной. 20 июня 1939 года Эрих Варзиц, немецкий лётчик-испытатель, совершил полёт на первом в мире реактивном самолёте He 176, а 27 августа того же года — на первом турбореактивном самолете He 178. Военные ведомства ведущих стран мира осознавали перспективность и стратегическое значение подобных технологий. В том числе, и США.
Поначалу, ввиду неразведанности технологии и потенциальной опасности пилотируемых ракетных летательных аппаратов, идея была встречена (прежде всего пилотами) с некоторым скепсисом. Главный лётчик-испытатель Национального консультативного комитета по воздухоплаванию (англ. NACA) Мелвин Гоу сказал однажды: «Никакой пилот NACA не будет летать на самолёте с проклятым фейерверком!» Тем не менее, в NACA была создана секретная программа по преодолению звукового барьера — MX-524.
Проектирование самолёта было начато в 1943 году и проводилось фирмой Bell Aircraft совместно с NACA и ВВС США. В процессе создания самолёта разработчики отказались от на тот момент ещё неисследованного стреловидного крыла, а также от топливного турбонасоса.
В 1946 году был построен первый экземпляр самолёта Х-1, имевший обозначение ХS-1 (англ. Experimental Supersonic-1). В первых полётах самолёт Х-1 поднимался на специально модифицированном бомбардировщике Б-29 и после отделения от него планировал до земли с выключенным либо отсутствовавшим вовсе двигателем. Запуск с самолёта-носителя обеспечивал возможность подъёма экспериментального самолёта на высоту с полными баками, исключая расход топлива на самостоятельный взлёт и набор высоты, что, разумеется, позволяло достичь большей скорости при полёте.
Так как ВПП обычного аэродрома еле хватало для X-1, впоследствии посадка производилась на дно гигантского высохшего озера авиабазы Мюрок штата Калифорния.
9 декабря 1946 года состоялся первый полёт самолёта с работающим двигателем, положивший начало серии широких экспериментальных исследований испытаний в околозвуковой и сверхзвуковой областях.
14 октября 1947 года Bell Х-1 под управлением капитана ВВС Чарльза Йегера на высоте 12 200 м впервые в США достиг сверхзвуковой скорости (М=1,04 / 1066 км/ч), о чём из соображения безопасности было публично объявлено лишь 8 месяцев спустя.
До передачи самолёта в музей Смитсоновского института на нём было выполнено более 80 полётов. При последнем полёте в январе 1949 года самолёт взлетел самостоятельно с половинным запасом топлива; длина разбега при этом составила около 700 м, скорость отрыва — 273 км/ч. В течение 1 мин. 40 сек. самолёт набрал высоту 7600 м и оставался в воздухе 8 мин., хотя двигатель работал меньше 2 минут.
Позже были построены ещё два самолёта Х-1: один с толщиной крыла 10 % и другой с топливным турбонасосом, работающим на концентрированной перекиси водорода. Переход на подачу топлива насосом позволил увеличить запас жидкого кислорода до 2270 л и спирта — до 2500 л, что обеспечило продолжительность работы двигателя на полной тяге до 4,5 мин. Но в первом же полёте вследствие полной утечки азота Х-1 загорелся в воздухе, ещё на самолёте-носителе, и его пришлось сбросить.

## Дальнейшее развитие

Йегер в кабине X-1: пилот самолёта сидел в тесной кабине, крепко стянутый ремнями, его обзор был ограничен.

В 1952 году были начаты работы над самолётом Х-1А, который представлял собой улучшенный вариант третьего экземпляра самолёта Х-1 и предназначался для проведения исследований при более высоких сверхзвуковых скоростях полёта, включая исследования проблемы так называемого «теплового барьера». На проектирование и постройку этого самолёта, включая предварительные изыскания, было затрачено 10 млн долл.
Самолёт был построен в 1953 году и начал проходить испытания в апреле того же года. На этой модели самолёта 12 декабря 1953 года на высоте 21 380 м Йегеру удалось развить скорость 2655 км/ч, а в 1954 г. была достигнута рекордная по тем временам высота в 27 430 м.
Конструктивно самолёт Х-1А подобен самолёту Х-1. Существенным внешним отличием является выступающий из обводов фюзеляжа фонарь кабины. Длина фюзеляжа увеличена на 213 мм для размещения дополнительного топлива. Особенностью самолёта Х-1А является также то, что фюзеляж, за исключением фонаря кабины и обтекателя, идущего от основания киля до фонаря, имеет форму пули калибра 12,7 мм; его максимальный диаметр 1,4 м.

## Модификации
Было произведено четыре модификации самолёта:
- X-1A
- X-1B
- X-1D
- X-1E

## Лётно-технические характеристики

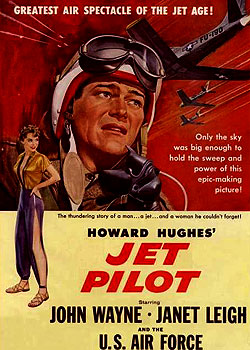
Постер фильма «Лётчик»

| Характеристика                     | X-1   | X-1A  | X-1B  | X-1E  |
| ---------------------------------- | ----- | ----- | ----- | ----- |
| Длина, м.                          | 9,41  | 10,83 | 10,83 | 9,45  |
| Высота, м                          | 3,31  | 3,24  | 3,24  | 3,30  |
| Размах крыла, м                    | 8,54  | 8,54  | 8,54  | 6,92  |
| Площадь крыла, м²                  | 12,08 | 12,8  | 12,8  | 10,68 |
| Вес пустого, кг                    | 2219  | 3170  | 3170  |       |
| Посадочный вес, кг                 | 3175  | 3296  |       | 3107  |
| Максимальная скорость полёта, км/ч | 1540  | 2655  | 2570  | 2333  |
| Максимальное число М полёта        | 1,45  | 2,44  | 2,50  | 2,24  |
| Максимальная высота полёта, м      | 21916 | 27565 |       | 22860 |

## Самолёт Bell Х-1 в культуре
- В фильме «Лётчик» (англ. «Jet Pilot») много воздушных сцен с самолётом Bell X-1, поставленных Чарльзом Йегером.
- Существует ирландская альтернативная рок-группа с аналогичным названием[англ.].
- Самолёт показан в фильме 'Парни что надо'

## Интересные факты
- Некоторые эксперты[кто?] считают, что ещё до X-1 со сверхзвуковой скоростью летал такой самолёт, как XP-86 Sabre[2].
- Йегер назвал свой X-1 — также, как и свой P-51 Мустанг, на котором летал во время Второй мировой — именем своей жены (англ. Glamorous Glennis)[2].
- У первых версий в кабине не было катапультного кресла. Единственным вариантом спасения в случае технической неисправности была аварийная посадка[2]. Появилось оно только у модели X-1E[4].
- Прототипом для корабля Стражей Галактики (Милано) стал Bell X-1